# Robert Iscove
Robert Joel Iscove (* 4. Juli 1947 in Toronto, Ontario) ist ein kanadischer Filmregisseur und Filmproduzent.

## Leben
Iscove begann seine Karriere als Choreograph bei einigen Musicalverfilmungen, darunter auch 1973 Jesus Christ Superstar. Bei den Dreharbeiten in Israel fiel Iscove von der Mauer eines Amphitheaters und brach sich einige Knochen.
Seit 1972 arbeitet er als Regisseur für zahlreiche Fernsehserien, zu seinem Schaffen gehören jedoch auch Kino- und TV-Film.
Er ist mit Wendy Maltby verheiratet und hat mit ihr die drei Kinder David, Adam und Emily. Sie spielten in der Vergangenheit selbst kleinere Filmrollen. Die Söhne waren außerdem Mitglieder der Rockband All Rise.

## Filmografie (Auswahl)
- 1984–1989: Miami Vice
- 1987–1994: Raumschiff Enterprise: Das nächste Jahrhundert (Star Trek: The Next Generation)
- 1987–1991: 21 Jump Street – Tatort Klassenzimmer (21 Jump Street)
- 1989: Pilotfilm zur 1990 erschienenen Fernsehserie Flash – Der Rote Blitz (The Flash)[1]
- 1997: Cinderella
- 2000: Boys, Girls & a Kiss
- 2009: Spectacular!
- 2009: Love N’ Dancing